# Thando Walbaum
Sidney Thando Joshua August Walbaum (* 8. September 1985 in Hamburg) ist ein deutscher Musiker und Schauspieler.

## Leben
Walbaum wuchs im Hamburger Schanzenviertel auf und wohnt dort noch heute. Darüber hinaus verbrachte er einige Zeit in Afrika. Er hat zwei ältere Brüder, die mit ihren Familien in Südafrika leben.
Seine erste TV-Rolle für Studio Hamburg hatte er 1999 in einer Folge der Kinderserie Die Pfefferkörner.
In dem Kinofilm Emil und die Detektive spielte er Hassouna. 2005 bekam er seine erste Hauptrolle in der Verfilmung des Buches Neger, Neger, Schornsteinfeger! an der Seite von Veronica Ferres. Dieser Film wurde für die Goldene Kamera nominiert.
Walbaum tritt gemeinsam mit seinen Eltern mit der Band Dube auf und spielt traditionell afrikanische Township-Musik.

## Filmografie

### Fernsehen
- 1999, 2004, 2014: Die Pfefferkörner (3 Folgen)
- 2002–2006: Absolut das Leben
- 2003: Die Rettungsflieger (1 Folge)
- 2003: Unsere Mutter ist halt anders
- 2006: Neger, Neger, Schornsteinfeger!
- 2006: Krimi.de (1 Folge)
- 2008: Einsatz in Hamburg (1 Folge)
- 2008: Im Gehege
- 2011: Schnell ermittelt (1 Folge)
- 2011: Der Mann mit dem Fagott
- 2011: Notruf Hafenkante – Der letzte Vorhang (1 Folge)
- 2012: Inseln vor dem Wind
- 2014: Küstenwache (1 Folge)
- 2014: Rote Rosen
- 2015–2016: Gute Zeiten, schlechte Zeiten
- 2018: Bettys Diagnose – Alles Fake (1 Folge)

### Kinofilm
- 2001: Emil und die Detektive
- 2013: Systemfehler – Wenn Inge tanzt

### Musikvideos
- 2012: Mandy Capristo – Closer